# Парада-ди-Тодея
Пара́да-ди-Тоде́я (порт. Parada de Todeia)  —  район (фрегезия) в Португалии,  входит в округ Порту. Является составной частью муниципалитета  Паредеш. По старому административному делению входил в провинцию Дору-Литорал. Входит в экономико-статистический  субрегион Тамега, который входит в Северный регион. Население составляет 1844 человека на 2001 год. Занимает площадь 3,64 км².
Покровителем района считается Мартин Турский (порт. São Martinho). 